# 니콜라 베르티
니콜라 베르티(이탈리아어: Nicola Berti, 1967년 4월 14일 ~ )는 30년간 현역 생활을 한 전직 이탈리아의 축구 선수이다. 그는 1980년대 후반과 90년대 초 기간에 인테르나치오날레와 이탈리아 축구 국가대표팀에서 핵심 선수로 여겨질 만큼 그의 체력을 통해 잘 알려진 거친 선수였다.

## 클럽 경력
베르티는 17살 나이에 파르마에서 프로 생활을 시작하였다. 그의 데뷔 시즌이었던 세리에 C 1983–84 시즌을 우승하였고 세리에 B로 승격을 하게 되었다. 피오렌티나에서 3 시즌을 보낸 후인 1988년에 360만 파운드의 이적료로 인테르나치오날레로 이적하였다.
인테르 이적 후 첫 시즌에서, 팀의 일원으로서 세리에 A 1988–89 시즌 우승에 기여를 했다. 그 시즌에 인테르는 준우승팀(나폴리에 무려 11점이나 앞섰고, 시즌 중 단 2패만을 하였다. 베르티는 자신은 또한 미드필더로서 7 득점을 하기도 하였다.
인테르에 있는 동안, 베르티는 세 번의 UEFA 컵 우승을 경험하였다. 또한 그는 1991년과 1994년 결승전에서 득점을 하기도 하였다.
1998년 1월에, 베르티는 자유계약으로 토트넘 홋스퍼로 이적하였다. 그가 이적하던 1997–98 시즌 중반에, 토트넘은 강등의 위험을 겪고 있었고, 그의 도움을 통하여 토트넘은 13위를 기록하게 되었다. 크리스티안 그로스 감독이 조지 그레이엄 감독으로 교체가 되자, 베르티는 팀을 떠나는 것이 허락이 됐고 자유계약을 통하여 알라베스로 이적하였다.
그는 후에 오스트레일리아팀 노던 스피릿에서도 선수 생활을 하였다.

## 국가대표팀 경력
1986년과 1988년 UEFA U-21 축구 선수권 대회를 치른 뒤, 베르티는 1988년에 노르웨이를 상대로 성인팀 데뷔를 치렀다. 그는 아주리 유니폼을 입은 지 3경기째였던 스코틀랜드를 상대로 국가대표팀 첫 골을 넣었다.
그는 1990년 FIFA 월드컵 선수단에 포함이 됐고, 잉글랜드전을 포함한 4경기에 출전하였다. 1994년 FIFA 월드컵에는 조금 더 출전기회가 그에게 주어졌고, 그는 결승전을 포함한 모든 경기에 출전하였다. 그는 이탈리아 대표팀에서 총 39경기에 출전하여 3골을 넣었다.

## 국가대표팀 골 기록
| #  | 날짜             | 경기장                              | 상대       | 결과 | 유형   |
| -- | ---------------- | ----------------------------------- | ---------- | ---- | ------ |
| 1. | 1988년 12월 22일 | 페루자 스타디오 레나토 쿠리         | 스코틀랜드 | 2–0  | 친선전 |
| 2. | 1989년 3월 25일  | 비엔나 에른스트 하펠 슈타디온       | 오스트리아 | 2–0  | 친선전 |
| 3. | 1989년 4월 26일  | 타란토 스타디오 에라스모 이아코보네 | 헝가리     | 4–0  | 친선전 |

## 수상 경력
- 1983–84 세리에 C
- 1988–89 스쿠데토
- 1988–89 수페르 이탈리아나
- 1990–91 UEFA 컵
- 1992–93 스쿠데토 준우승
- 1993–94 UEFA 컵
- 1994 FIFA 월드컵 준우승
- 1996–97 UEFA 컵 준우승
- 1997–98 UEFA 컵
- 1998–99 잉글리쉬 풋볼 리그 컵